# Sint-Elisabeth op de berg Sion

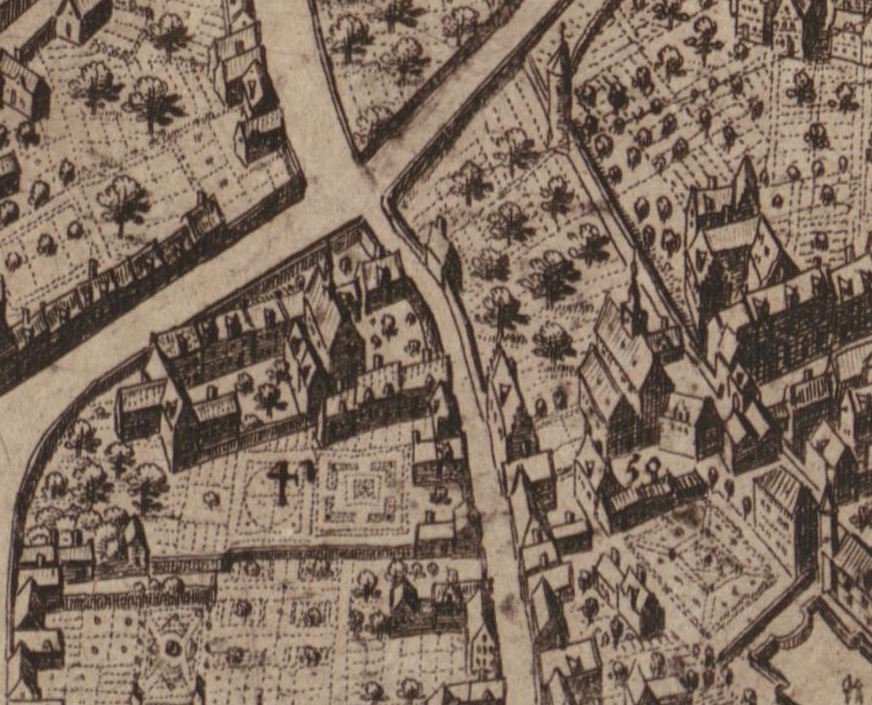
Het klooster op een kaart van Martin de Tailly uit 1640: links Sion en rechts de abdij van de Engelse Benedictinessen.

Sint-Elisabeth op de berg Sion (Latijn: Conventus Sancta Elisabeth in Monte Sion) was een voornaam vrouwenklooster in Brussel (1432-1796). De Augustijner koorvrouwen brachten een rijke collectie relieken, codexen en schilderijen bijeen.
De hoofdingang van het klooster lag onder de huidige De Berlaimontlaan. Aan de andere zijden werd het terrein begrensd door de Zandstraat, Sint-Laurensstraat en de trap van de Komediantenstraat.

## Geschiedenis
De oorsprong van het klooster ligt in een kluis bij de Sint-Laurentiuskapel in het Warmoesbroek (op grond van de rijke familie Hinckaerts). Kapelaan Gielis van Bredeycke verbleef er rond 1380 en zou later uit een andere kluis de Priorij van Zevenborren stichten. Een priester verkreeg in 1419 de rechten van de Hinckaerts en gaf ze drie jaar later door aan twee kluizenaressen. Er groeide een vrouwengemeenschap die leefde binnen de Derde Orde van Sint-Franciscus en in 1434 de regel van Augustinus aannam, met clausuur tot gevolg. Over de exacte toedracht van de overgang bestaan verschillende tradities. Waarschijnlijk was een schenking doorslaggevend. De weduwe Aleidis van den Assche gaf de gemeenschap in 1425 grond en gebouwen op voorwaarde dat ze zich zouden omvormen tot een gesloten klooster waar Aleidis zich zou kunnen terugtrekken. Beslissend was voorts de steun van hertogin Isabella van Portugal, die tussenkwam bij bisschop Jan van Gavere en de aanstelling van een Augustijn als geestelijk leidsman bekwam (1432). Als patrones kreeg het klooster de beschermheilige van de hertogin. Toestemming van het Sint-Goedelekapittel werd bekomen in 1437, onder de last dat de nonnen zouden instaan voor het verstellen van de liturgische gewaden.
Het Sint-Elisabethklooster had nauwe banden, ook familiaal, met de Priorij van Groenendaal, het Rood-Klooster en andere conventen in het Zoniënwoud waar de Moderne Devotie werd beoefend. Daarom wilde het graag toetreden tot het Kapittel van Windesheim, maar in 1436 verbood paus Eugenius IV verdere opname van vrouwengemeenschappen. De bisschop gaf Sion visitatoren uit Groenendaal en het Rood-Klooster, en verleende het zelfs rechten alsof het lid was van Windesheim, maar verder ging hij niet. Vergeefs vroeg de hertogin in 1462 een uitzondering om Sion volwaardig lid te maken.
Ondertussen kende het klooster grote welvaart dankzij de intrede van vermogende nonnen en begunstiging door het Bourgondische hof. Relieken van prominente heiligen als Dorothea van Cappadocië en Catharina van Alexandrië zorgden voor een mooie toestroom van pelgrims. Naast de reguliere kanunnikessen (koorvrouwen) leefden er lekenzusters, familiares (personeel) en donatines (schenksters in vast verblijf). Door zuinig beheer was de gemeenschap nagenoeg zelfvoorzienend.
Het Calvinistisch Bewind beval de sluiting van het klooster. Bij de herneming van het gemeenschapsleven in 1585 waren er minder nonnen dan voorheen. Na de verkoop van enkele bezittingen kwam het klooster terug tot bloei.
Naar het einde van de 18e eeuw waren er nog 29 augustinessen en wilde de stedelijke overheid een deel van hun gebouwen inpalmen. Vooraleer het zover kwam, maakten de kloostersluitingen van keizer Jozef II op 6 mei 1783 een einde aan het bestaan van Sion. Na de Brabantse Omwenteling konden de augustinessen hun samenleven min of meer hervatten, maar de Franse sluitingen van 1796 stelden een definitief einde aan het Sint-Elisabethklooster. Het werd getransformeerd tot een kazerne voor 2.400 man en 300 paarden. De weinig hygiënische kazerne Sint-Elisabeth bleef in gebruik tot 1905. Een rattenplaag was aanleiding tot gedeeltelijke sloop in 1912 en de resterende gebouwen werden in 1939 afgebroken met het oog op de Noord-Zuidverbinding.

## Patrimonium
Bij de opheffing bezat Sion 24 opbrengsthuizen in Brussel. De inventaris uit 1783 vermeldt 97 handschriften, waaronder acht 15e-eeuwse codexen die bewaard zijn. De kloosterkerk was versierd met schilderijen van befaamde meesters, waaronder een Verrijzenis en Transfiguratie van Hugo van der Goes, een Heilige Familie van Memling, een Ecce Homo van Quinten Matsys en een Heilige Maagd door engelen getooid van De Crayer.

## Voetnoten
1. ↑  Jacques van Wijnendaele, Promenades dans les Couvents et Abbayes de Bruxelles, 1997, p. 38
2. ↑  Alexandre Henne en Alphonse Wauters, Histoire de la ville de Bruxelles, vol. III, Brussel, 1845, p. 567